# Ventimiglia (famiglia)
I Ventimiglia sono un'antica famiglia nobile italiana fondata nel X secolo in Liguria, nell'omonimo contado, e diramatasi nei secoli successivi in Provenza, in Sicilia ed in Spagna.

## Origini
Diverse sono state le ipotesi formulate nei secoli dai vari eruditi, studiosi e genealogisti sull'origine della dinastia, tutti concordi sul fatto che la sua fondazione risalga al X secolo.
Secondo lo storico Pietro Gioffredo, nella sua opera Storia delle Alpi Marittime, il capostipite fu un Oddone, figlio di Aleramo del Monferrato, che nel 999 si stabilì nel Contado di Ventimiglia, che si infeudò per concessione ottenuta da parte del marchese Arduino d'Ivrea, che in quello stesso anno veniva eletto Re d'Italia.
Vittorio Angius nella sua opera Sulle famiglie nobili della monarchia di Savoia del 1837, fece illustrazione di un albero genealogico dei Conti di Ventimiglia, compilato nel 1785, che lo stesso storico sardo trovò nell'archivio dei Marchesi di Cavour, che identificava il capostipite in Corrado d'Ivrea, figlio di Berengario, re d'Italia, il quale verso l'anno 1000 si stabilì nelle Alpi Marittime orientali ed ottenne delle concessioni feudali da parte del re Ottone I di Sassonia, e sposato con Richilde, figlia di Arduino il Glabro, costei lo avrebbe reso padre di Ottone e di Corrado.
Priva di fondamento è invece l'ipotesi secondo cui i Ventimiglia derivino dai Savoia. Nel XVII secolo, gli eruditi di storia e genealogia, compirono ulteriori tentativi di sistemare la questione delle origini, così il Papon:
.

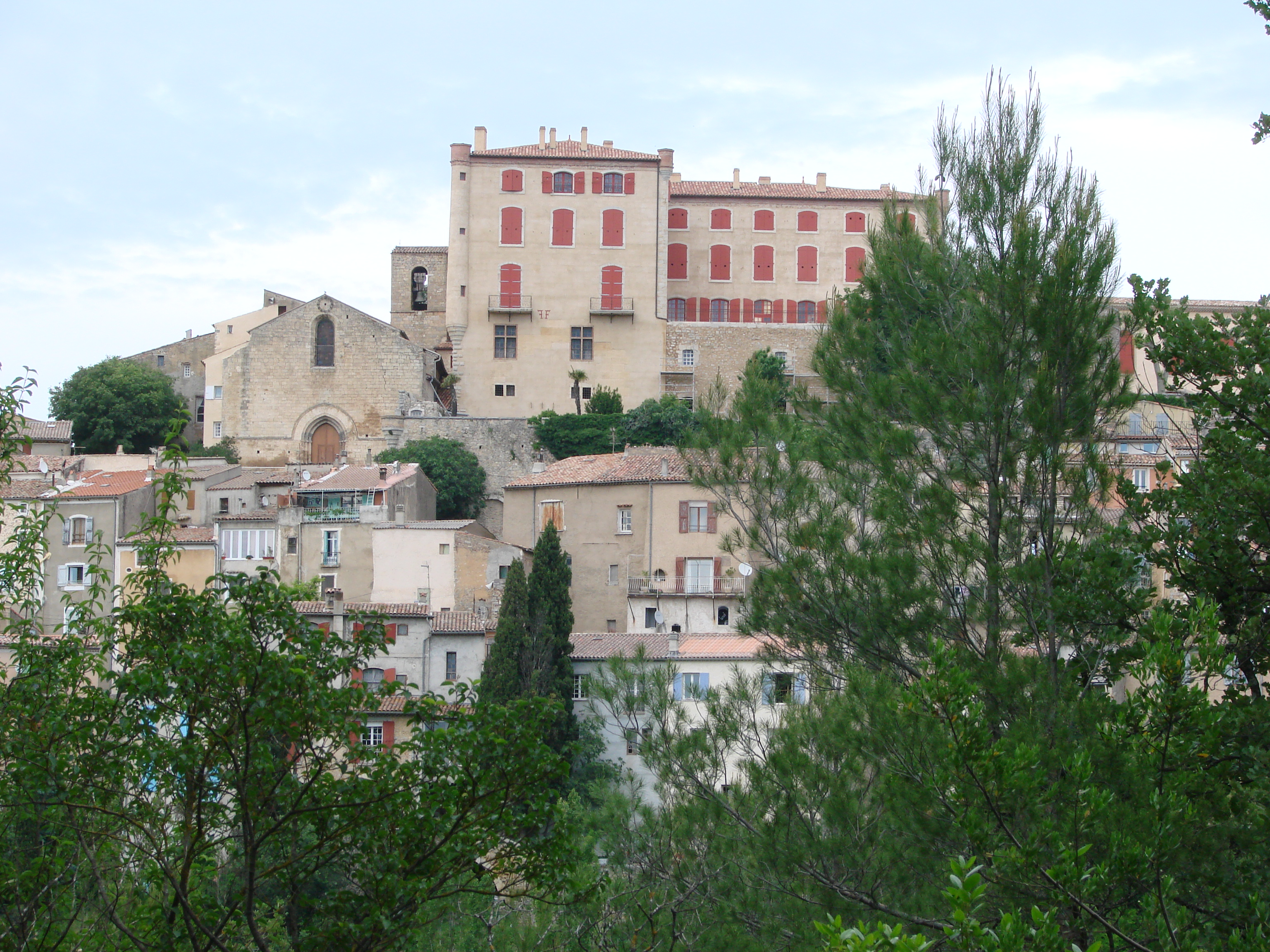
Il castello dei Ventimiglia a La Verdière, nel Dipartimento provenzale di Var.

La sovrapposizione tra Balbo di Glandèves e i Ventimiglia può esser spiegata in parte dalla consistente presenza di questi ultimi in Provenza. Nella seconda metà del Duecento i conti di Ventimiglia, sotto la pressione genovese, e contrattando scambi di domini feudali con Carlo I d'Angiò, conte-marchese di Provenza, guidarono la ritirata dalla parte sud del comitato ligure, rafforzando o creando robusti aggregati di castellanie e signorie fondiarie adiacenti rispetto al dominio ventimigliese di Val Lantosca, la cui alta signoria fu però ceduta al conte di Provenza nel 1258.
I conti di Ventimiglia, dunque, sono pressoché sovrapposti ai cosiddetti Balbo di Thorame-Glandèves, forse per il matrimonio di Guglielmo IV con una figlia di Pietro Balbo di Glandèves, tanto da vantare condominio sul centro stesso dei domini dei loro cugini, ovvero su Thorame.
Un'altra ipotesi indica come fondatore della dinastia il conte palatino di Borgona, Cono/Corrado di Vienne e Lorena. Nel 1690, il minorita osservante Domenico Monaco del Burgio, pubblicò un'opera agiografica su sant'Anna, in cui si accennava all'antichissima tradizione riguardante i conti di Ventimiglia, gelosi custodi della reliquia del teschio della santa, secondo cui tale prezioso oggetto sarebbe pervenuto alla famiglia per rinuncia e scambio dei loro possedimenti in Lorena o Lotaringia. Da questa leggenda, nacque la tradizione dell'origine lorenese dei conti di Ventimiglia. A questa tradizione, mantenuta all'interno della famiglia comitale, si aggiunge la leggendaria parentela dei conti di Ventimiglia — allora pretesi principi celto-liguri della popolazione degli Intemeli — con la madre di sant'Antonio Abate di Vienne. In Lorena e a Vienne dominò effettivamente una famiglia comitale, che, a torto o ragione, fu dunque identificata con gli ascendenti dei conti di Ventimiglia.
In parallelo, o in alternativa, alla tradizione provenzale, Corrado I conte di Ventimiglia figlio di Corrado, vissuto a cavallo dell'anno 1000, è forse identificabile con il figlio dell'omonimo conte palatino di Borgogna, con sede nel palazzo reale di Vienne. Questo Corrado — figlio e fratello dei duchi di Svevia — è presente in Basilea, con il re Rodolfo III di Borgogna e l'imperatore Otto III, nell'anno 1000. Dallo stesso sovrano borgognone, tra gli anni 993 e 1004, Cono/Corrado ricevette la corte di Münsingen in Argovia, ed è considerato dai medievisti un membro della famiglia dei Konradiner, discesa da Gebardo di Lahngovia, strettamente imparentato con Carolingi e Guglielmidi.
Il conte palatino Cono — nipote per parte materna di Adelaide di Borgogna e Ottone I imperatore — è il cognato del re Rodolfo III, per il matrimonio (986/988) del fratello Ermanno con Gerberga, sorella del sovrano borgognone. Cono, inoltre, era cugino di papa Gregorio V e di suo fratello Ottone, duca di Carinzia, che ricevette (15 gennaio 998) ampi possedimenti in Lombardia da Liutfredo vescovo di Tortona (dei visconti di Vienne per parte materna). Infine, è utile tener presente che la nipote di Cono, Gisella di Svevia, fu la madre di Ermanno IV duca di Svevia e marchese di Torino (1035-1038), circoscrizione da cui dipendeva la Contea di Ventimiglia. Mentre Liutaldo, altro fratello di Cono, fu antenato di Federico di Lussemburgo-Montbéliard, la cui famiglia — Konradiner — resse la Marca di Torino fra il 1079 e il 1092.
Sulle mire di re Rodolfo III sulla Marca d'Ivrea e quindi sul comitato di Ventimiglia — allora ricompreso in questa giurisdizione — ci informa una missiva dell'anno 1016 del vescovo di Vercelli all'Imperatore, che potrebbe risultar utile a ricostruire l'insediamento della famiglia comitale in Ventimiglia.
Nel 983, il medesimo Cono filius Cononis guida una compagnia di 110 cavalieri corazzati, tra alsaziani e svevi, sui 2090 coscritti dall'imperatore Ottone II. I contingenti militari sono elencati nell'Indiculus loricatorum Ottoni II in Italiam mittendorum, a rinforzo dell'esercito imperiale disfatto da Berberi e Greci nella campagna di Puglia e Calabria del 982. Non sappiamo se un contingente di questo esercito fu impiegato nella guerra provenzale contro i Saraceni di Frassineto che ebbero a sequestrare san Maiolo di Cluny – fra il luglio e l'agosto del 983. Tuttavia è possibile che Cono — se non partecipò alla campagna di riconquista di Provenza e Liguria occidentale — abbia potuto incontrare personalmente l'influente abate provenzale alla dieta imperiale di Verona, di poco precedente al rapimento del prelato, e in cui si decise di riprendere la campagna contro i Saraceni del sud Italia. Cono dal 987 al 1004 circa risulta nei documenti come conte di Ufgau e Mortenau, nei vescovadi di Strasburgo e Spira. Ciò a seguito dell'abdicazione del padre Corrado, nominato duca di Svevia.
Naturalmente si tratta di leggende, che tuttavia ebbero vivace, e verace, seguito nel Medioevo, attribuendo, indipendentemente dalle reali origini dei Conti di Ventimiglia, una forte impronta di sacralità al loro potere. Lo stesso palazzo-fortezza della città di Ventimiglia, con la relativa cappella risalente all'XI secolo, furono dedicati, dai conti, a sant'Antonio di Vienne.
Un'ultima ipotesi sulle possibili origini della dinastia Ventimiglia è stata fatta dal monsignor Antonio Allaria Olivieri nel 1999 che, seguendo l'albero genealogico abbozzato da Girolamo Rossi nel suo Storia della Città di Ventimiglia, scovò la probabile radice, dell'anno 815, attribuendo così la fondazione al marchese Bonifacio II di Toscana.

## Storia
I fratelli Ottone († 1077) e Corrado († 1082), nel 1040 ebbero confermata l'investitura a Conti di Ventimiglia. Un documento genovese del 1039 attesta l'esistenza di un Corrado conte di Ventimiglia, figlio di altro conte Corrado. Nell'atto il Conte cede vari diritti importanti (come placito, fodro, ripatico, alpatico) già goduti sui residenti nelle terre della Diocesi di Genova nel locus et fundus di San Remo a favore del vescovo, che divenne quindi signore oltreché proprietario di quelle terre. In un altro documento, risalente al 1041, e conservato presso l'Abbazia di Lerino, risulta che i conti Ottone e Corrado di Ventimiglia fecero donazione del Monastero di San Michele e di tutte le sue pertinenze ai monaci benedettini del monastero fondato da Onorato di Arles. La donazione fu confermata con un successivo atto del 1063, in cui vengono menzionati anche il colle di Montenero e il castello di Seborga.
Il contado dipendeva dalla Marca di Torino, e quando questa si dissolse nel 1091, i Ventimiglia - che dal loro contado di cui erano possessori ne presero il cognome  - acquisirono il controllo dei territori delle valli del Maro e di Prelà, divenendo così tra i maggiori feudatari dell'estremo Ponente Ligure. L'espansione feudale dei Ventimiglia venne malvista dalla Repubblica di Genova, che mirava a stabilire la propria egemonia politica in tutta la Liguria, e per questo i Genovesi chiesero ed ottennero dall'imperatore Corrado III di Svevia di poter aggredire militarmente la Contea, che venne devastata ed occupata nell'agosto 1140, nonostante la strenua difesa dei suoi abitanti. Nel 1146, il Conte Oberto († 1152), figlio primogenito di Ottone e signore di Ventimiglia, per rientrare in possesso degli altri suoi feudi, fu costretto a riconoscere a Genova la giurisdizione sulla città, e alla Repubblica marinara giurò fedeltà e ne divenne console.
Ventimiglia si costituì comune autonomo, ed avendo la sua famiglia perso parte della giurisdizione su di essa, il conte Ottone II († circa 1200) riconobbe il ruolo politico ed amministrativo ai notabili locali che si erano costituiti in associazioni dette "compagne", e da allora il governo della città era retto dai consoli. Questi ultimi riammisero in città i membri della famiglia feudale, con Guido Guerra dei conti di Ventimiglia (ultima attestazione in vita nel 1167), figlio di Oberto II. Tuttavia l'equilibrio che si era venuto a creare con Guido Guerra si ruppe con il fratello Ottone, il quale si scontrò con i consoli ventimigliesi per reclamare autorità della sua dinastia sulla città: nel 1184, i militi al servizio del comune ligure assediarono i castelli di Roccabruna, di Sant'Agnese e di Dolceacqua, dominii dei Conti di Ventimiglia. L'anno seguente si giunse ad una tregua, con la resa del Conte e la successiva convenzione stipulata tra Ottone ed il console Gandolfo Cassolo, l'8 settembre 1185, in cui il primo era obbligato a rinunciare definitivamente alla signoria sulla città.
Ottone, in violazione della pace stipulata con il Cassolo, assieme al figlio Guglielmo ed il cugino Enrico, attaccarono Ventimiglia nel 1192-93, successivamente assediata dai Genovesi e dagli altri comuni liguri loro alleati. Nel 1222, Guglielmo divenne podestà di Ventimiglia, uscita distrutta dalle guerre contro gli altri comuni che si erano coalizzati contro di essa, che verrà sottomessa alla Repubblica di Genova nel 1251.
Nel 1249, i Conti di Ventimiglia avevano stipulato una convenzione con il governo di Genova, ma quest'ultimo non particolarmente soddisfatto di loro, con decreto emanato dal podestà Martino di Sommariva il 29 ottobre 1254, li incolpò di fellonia e li privò di tutti i feudi. Il conte Guglielmo II di Ventimiglia, figlio del precedente, nel 1257 stipulò una convenzione con Carlo d'Angiò, conte di Provenza ad Aix, con la quale cedeva a questi le terre ereditate dal padre del Mentonasco e della valle di Lantosca, e la rinuncia ad ogni pretensione sulla Contea di Ventimiglia.

## Rami

Stemma dei Lascaris di Ventimiglia

Stemma dei De Ventimille dei Signori di Luc

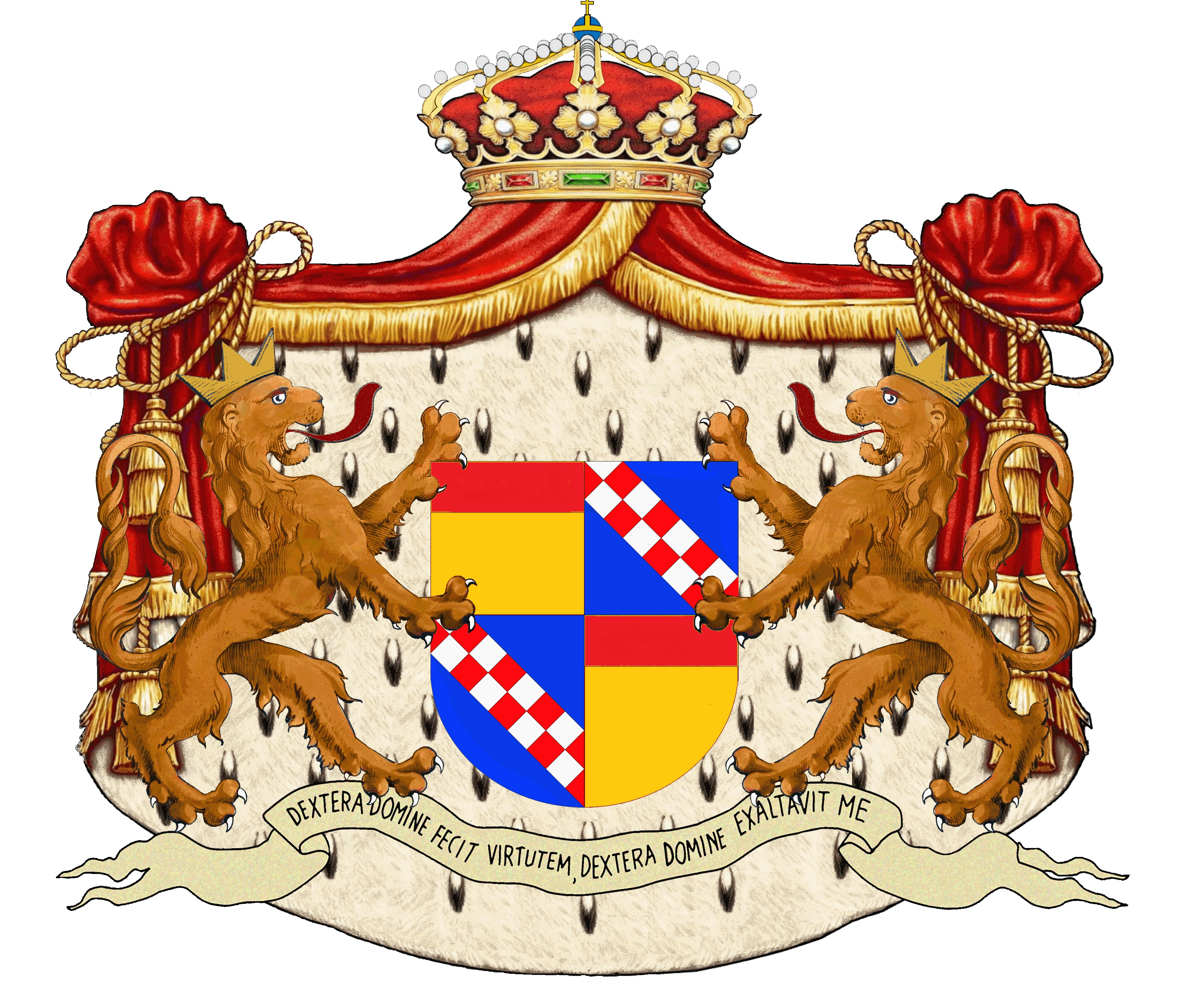
Stemma dei Ventimiglia dei Principi del Sacro Romano Impero, di Castelbuono e di Marchesi di Geraci

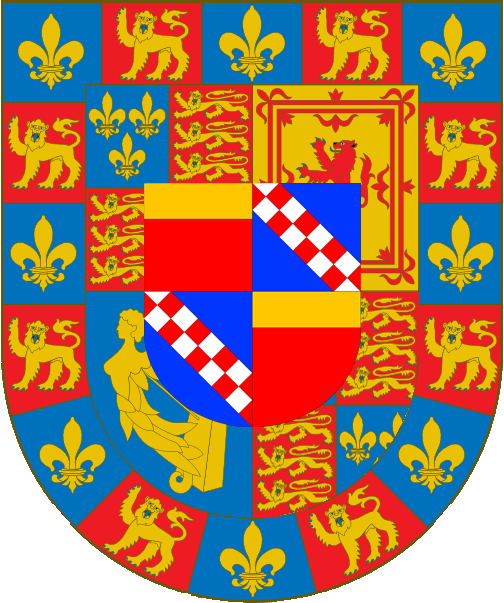
Stemma dei Ventimiglia dei Principi di Grammonte

Verso la fine del XIII secolo, i Conti di Ventimiglia persero ogni diritto sul loro antico feudo, ma da molto tempo si erano stabiliti in altre località della Liguria, e non solo, e diedero origine a diversi rami.

### Ventimiglia del Maro
Il ramo ebbe origine con il conte Ottone II di Ventimiglia, I signore del Maro, a cui succedette il figlio primogenito Enrico († 1226),  che nel 1218 entrò nella Compagna del Comune di Albenga e successivamente assunse anche la cittadinanza della Repubblica di Genova.
Persero il possesso del Maro nella seconda metà del XVI secolo, e mantennero quella di Aurigo. Il ramo si estinse con Ruggero Ventimiglia, signore di Aurigo, morto nel 1687, la cui unica figlia, Paola Maria, sposò Gio Batta de Gubernatis. Dall'unione nacque una sola figlia, Maria Lucrezia, che sposò Alessandro Ferrero dei marchesi di Alassio.
Eredi della dinastia sono infatti i Ferrero de Gubernatis Ventimiglia.

### Lascaris di Ventimiglia
Questa branca è il ramo principale della famiglia disceso per primogenitura da Corrado I, e con Guglielmo Pietro I assunsero il titolo di Conte di Ventimiglia e di Tenda dopo 1258.
Guglielmo Pietro I di Ventimiglia († 1283 ca.), nel 1261 prese in moglie Eulogìa Lascaris, figlia dell'imperatore bizantino Teodoro II, e gli fu imposto che i discendenti dovessero assumere come primo cognome quello dei Lascaris. Divenuti Marchesi della Rocchetta, ultimo rampollo della famiglia fu Agostino Lascaris di Ventimiglia, morto nel 1838, che dalla moglie Giuseppina Carron di San Tommaso, non ebbe figli maschi, e i titoli confluirono nella famiglia Benso, poiché la figlia primogenita Adele era coniugata al marchese Gustavo Benso di Cavour.

### De Vintimille
Come i Lascaris di Ventimiglia, deriva anch'esso dal ramo principale che ebbe origine da Corrado I. Il pronipote Emanuele di Ventimiglia († 1285), figlio di Bonifacio I, passò in Provenza, dove si stabilì, e con lui ebbe origine una delle linee provenzali del casato, denominate De Vintimille.
Padre di Bonifacio II, da quest'ultimo nacque Manuele che sposò Sibilla d'Evenos, figlia di Guglielmo di Signe, che gli portava in dote diecimila soldi in oro. Si originarono i rami dei Signori di Verdière, dei Signori di Montpezat, dei Signori di Ollioules e di Luc, dei Signori di Turriers e dei Visconti di Marsiglia.

### Ventimiglia di Geraci
La dinastia dei Conti di Ventimiglia si insediò in Sicilia con Enrico II di Ventimiglia († 1308) dei signori del Maro, il quale giunse nell'isola nel intorno al 1255 come barone delle Petralie, poi capitano e vicario generale al servizio di re Manfredi di Svevia. Questi sposò la nobildonna Isabella di Ischia, figlia di Aldoino, conte di Ischia e di Geraci, discendente dal normanno Serlone II d'Altavilla, nipote del Gran Conte Ruggero, ed attraverso questo matrimonio acquisì il possesso della Contea di Geraci.
Divenuti Marchesi di Geraci nel 1436 con Giovanni I Ventimiglia - primo feudatario a ricevere il titolo di marchese nell'isola - ebbero concessi numerosi titoli: principi di Castelbuono dal 1595, poi principi del Sacro Romano Impero, principi di Belmonte, Grammonte, Scaletta, Belmontino, Valdina, Villadorata, Ventimiglia di Sicilia, Sant'Anna e Buonriposo.
Principale ramo siciliano del casato, la linea primogenita dei Ventimiglia di Geraci si estinse in linea maschile con Giovanni Luigi Ventimiglia Camarrone, XVII principe di Castelbuono, morto nel 1860 senza discendenti.
Un ramo ultrogenito è stato riconosciuto e ricevuto nel Sovrano Militare Ordine di Malta e nel Sacro Militare Ordine Costantiniano di San Giorgio.

### Ventimiglia di Malaga
Deriva dal ramo siciliano dei Ventimiglia di Geraci, e capostipite fu Bernardo Ventimiglia, figlio di Giovanni Antonio Ventimiglia, che partecipò alla conquista di Malaga del 1487 e per questo, il sovrano Ferdinando, re della Castiglia e dell'Aragona gli diede la signoria di Peñón de la Vega, divenuta contea nel 1696.
Furono Principi di San Mauro e Grandi di Spagna, e si estinsero nel XVIII secolo.

### Ventimiglia del Bosco (o Lo Bosco)
Ramo siciliano, pare fosse derivato dai Ventimiglia del Maro, in particolare da Raimondo, fratello minore di Enrico, il cui figlio Ottone detto del Bosco, giunto a Trapani nel XIII secolo, si accasò con Giovanna Abbate, figlia di Gilberto - castellano di Malta per l'imperatore Federico II di Svevia intorno al 1241 - esponente del più potente clan nobiliare cittadino, divenendo così il cognato di Palmerio Abbate, protagonista dei Vespri Siciliani, intorno all'anno 1282. Altri autori invece sostengono fosse derivato da un Enrico Ventimiglia, che nel 1365 assunse il cognome Del Bosco o Lo Bosco per privilegio datogli dal re Federico III di Sicilia, poiché compì un'impresa in un bosco di Salemi contro i ribelli Chiaramontani.
Questi autori non tengono conto che fin dal 1283 è documentato l'uso del cognome del Bosco da parte di Ottone, in un privilegio di re Pietro III d'Aragona.
Furono conti di Vicari, duchi di Misilmeri, baroni di Prizzi e Siculiana, cavalieri del Toson d'Oro, nonché principi di Cattolica e di Belvedere. Si diramarono anche in Francia e Spagna.

### Altri rami
- Ventimiglia di Belmonte -  Il ramo deriva da Francesco Ventimiglia Peralta († 1452), figlio di Antonio, conte di Collesano (figlio, questi, a sua volta, di Francesco Ventimiglia conte di Geraci), investito nel 1418 della Baronia di Gratteri nel comprensorio delle Madonie.[47] Con Francesco Ventimiglia Rossel nel 1658 si fregiarono del titolo di Principi di Belmonte, ottenuto per via matrimoniale dalla moglie Ninfa Afflitto Gaetani.[48]

Estintosi nei Monroy nei primi decenni del XIX secolo, appartennero a questo ramo l'intelletturale Carlo Ventimiglia Grifeo, e i vescovi Antonino Ventimiglia e Salvatore Ventimiglia. L'ultimo principe fu Gaetano Ventimiglia Maniaci di Belmonte padre di Marianna Ventimiglia Maniaci. Questa sposò nel 1832 Don Ferdinando Monroy, Principe di Pandolfina. Dal loro matrimonio nacque Gaetano Monroy Ventimiglia che sposò Stefania Lanza, dei principi di Trabia. Il titolo di principe di Belmonte fu riconosciuto al pronipote di Marianna, Ferdinando Hardouin-Monroy, con regio decreto del 25 dicembre 1925.
Il titolo di Principe di Belmonte è finito a sua volta in casa Hardouin-Monroy Ventimiglia.
- Ventimiglia di Grammonte -  Il ramo principesco dei Ventimiglia di Grammonte deriva anch'esso da quello dei Baroni di Gratteri. Ebbero anche il titolo di Conti di Prades, Marchesi e Baroni di Regiovanni (titolo già di casa Ventimiglia)[50]. Primo investito del titolo di Principe di Grammonte fu Giovanni Luigi Ventimiglia Spinola il 1º dicembre 1746, che lo ereditò dalla famiglia materna.

I titoli di questo ramo si divisero a loro volta in due: la discendenza maschile proseguì nel successivo XX secolo con i discendenti del fratello principe Carlo Antonio Ventimiglia Maniaci;  i titoli di Marchesi e Baroni di Regiovanni, Conti di Prades, finirono in casa Paternò di Spedalotto, alla cui famiglia appartiene attualmente Silvia Paternò-Ventimiglia di Spedalotto, membro di Casa Savoia-Aosta.
- Ventimiglia di Messina - Ramo stabilitosi nella città di Messina, dove godette di nobiltà, vanta discendere dai Marchesi di Geraci e precisamente dal ramo decorato della baronia di Sinagra e da quella ottocentesca di San Marco.

## Armi
Ventimiglia del Maro
Arma: di rosso, col capo d'oro.
Motto: Prae militibus unus
Lascaris di Ventimiglia
Arma: inquartato: nel primo e quarto di rosso, col capo d'oro (ch'è di Ventimiglia); nel secondo e terzo di rosso, all'aquila spiegata d'oro (che è dei Lascaris).
Motto: Lascarorum felicitati
De Ventimille (visconti di Marsiglia)
Arma: inquartato: nel primo e quarto di rosso, col capo d'oro (ch'è di Ventimiglia); nel secondo e terzo di rosso, al leone d'oro coronato di sé stesso (che è di Marsiglia).
Motto: Nec me fulgura
Ventimiglia di Geraci
Arma: inquartato: nel primo e quarto d'oro, col capo di rosso; nel secondo e terzo d'azzurro, alla banda scaccata di due file d'argento e di rosso (che è dei Normanni).
Cimiero: un leone coronato d'oro, impugnante con la destra una spada d'argento.
Sostegni: due leoni d'oro, coronati all'antica dello stesso, lampassati di rosso.
Motto: Dextera Domini Fecit Virtutem, Dextera Domini Exaltavit Me
Del Bosco o Lo Bosco (Ventimiglia)
Arma: spaccato di rosso e d'oro, al tronco d'albero diramato e sradicato dell'uno nell'altro.